# Institute of Physics
L'Institute of Physics (IOP) è un istituto scientifico senza fini di lucro con sede a Londra. Promuove la conoscenza teorica, la ricerca e le applicazioni pratiche nel settore della fisica. Vi fanno parte circa 50.000 membri sparsi in tutto il mondo.
L'istituto fornisce vari servizi ai suoi membri, sia per la carriera accademica che professionale. Attribuisce, inoltre, le qualifiche professionali, riconosciute nel Regno Unito, di Chartered Physicist e Chartered Engineer. La casa editrice dell'istituto, la IOP Publishing Co., pubblica oltre 60 opere scientifiche ogni anno.

## Storia
L'Institute of Physics è il risultato dell'unione, avvenuta nel 1960, della Physical Society, nata nel 1874 con il nome Physical Society of London, e l'Institute of Physics, fondato nel 1920.
La Physical Society of London fu fondata il 14 febbraio 1874 ed elesse John Hall Gladstone come primo presidente. L'associazione organizzava conferenze e riunioni aperte al pubblico e pubblicava la rivista "Proceedings of the Physical Society". Nei primi anni del Novecento cominciò ad emergere la professione di "fisico" e nel 1917 la Physical Society, assieme alla Faraday Society, alla Optical Society e alla Roentgen Society, cominciarono a cercare il modo di migliorare lo status professionale dei fisici. Nel 1920 fu creato l'Institute of Physics e Sir Richard Glazebrook fu eletto come primo presidente. Nel 1922 uscì il primo numero della rivista Journal of Scientific Instruments e nel 1934 l'istituto pubblicò il primo numero della rivista annuale Reports on Progress in Physics, che è ancora oggi pubblicata.
Nel 1960 la Physical Society e l'Institute of Physics si fusero assieme, prendendo il nome di "Institute of Physics and the Physical Society". Nel 1970, dopo aver ottenuto un Royal Charter, l'istituto prese il nome attuale di "Institute of Physics".

## IOP Publishing
L'Insititute Of Physics Publishing (IOP Publishing)  è la casa editrice dell'istituto, che pubblica ricerche scientifiche distribuite a livello globale, inclusi libri, periodici e riviste, atti di conferenze e siti di interesse comunitario. 

La sede centrale è a Bristol, con una sussidiaria americana a Filadelfia e ulteriori sedi regionali a Pechino, Tokio, Mosca, San Pietroburgo e Sydney, nelle quali è occupato uno staff di oltre 300 persone. 
L'IOP fu la prima casa editrice a lanciare una rivista scientifica su Internet. Nel '94 nacque la rivista Classical and Quantum Gravity, che copriva tutti gli aspetti della teoria della gravitazione e dello spazio-tempo, in linguaggio TeX. A gennaio del '96, fu il primo editore ad aver trasformato l'intero catalogo di riviste scientifiche, rendendolo disponibile nel World Wide Web in formato elettronico.
Physics World, la rivista mensile dell'Istituto, fu pubblicata per la prima volta nell'ottobre del 1988. Nel 2015 vinse agli Eddie Digital Awards nella categoria App/Edizioni Digitali per le associazioni/organizzazioni no-profit (business-to-business), oltre ad una menzione d'onore gli Ozzie Awards per la migliore copertina, nella categoria delle associazioni/organizzazioni no profit (B-to-B).

## Premi
L'istituto conferisce molti premi per riconoscere i contributi alla ricerca, istruzione e applicazione della fisica.
- Isaac Newton Medal[6]
- Michael Faraday Medal and Prize[7]
- Max Born Medal and Prize[8][9]
- Katharine Burr Blodgett Medal and Prize[10]
- Rayleigh Medal and Prize[11]
- Rutherford Medal and Prize, assegnato negli anni pari, fu istituito nel 1966 e sostituisce la Rutherford Memorial Lecture. Il premio riconosce i ricercatori che si sono distinti nella fisica nucleare o nelle tecnologie nucleari. È in onore di Ernest Rutherford.[12]
- Joseph Thomson Medal and Prize[13]
- Thomas Young Medal and Prize[14]
- Edward Appleton Medal and Prize[15]
- Kelvin Medal and Prize, istituito nel 1994 come riconoscimento dell'importanza di promuovere la divulgazione dell'utilità della fisica.
- Lise Meitner Medal and Prize[16]
- Marie Curie-Sklodowska Medal and Prize[16]
- James Clerk Maxwell Medal and Prize[17]
- Daphne Jackson Medal and Prize[18]